# Відьма (фільм, 1958)
«Відьма» — радянський короткометражний художній фільм 1958 року, режисера Олександра Абрамова за  однойменною повістю А. П. Чехова.

## Сюжет
У далекій сторожці живуть двоє — брудний, оброслий дяк Савелій і його красуня-дружина Раїса. Дячок мучить свою дружину безглуздими ревнощами. У заметіль в сторожку забрідають поштові ямщики, що збилися зі шляху.

## У ролях
- Ераст Гарін — дяк Савелій
- Алла Ларіонова — Раїса, його дружина
- Микола Рибников — листоноша
- Микола Кузьмін — ямщик

## Знімальна група
- Автор сценарію:  Олександр Абрамов
- Режисер:  Олександр Абрамов
- Оператор:  Євген Кирпичов
- Композитор: Борис Клюзнер
- Художник:  Семен Малкін
- Звукорежисер: Ірина Черняховська
- Редактор: І. Глікман